# SILENT PLANET
『SILENT PLANET』（サイレントプラネット）は、2015年12月2日にキングレコード内レーベルEVIL LINE RECORDSより発売されたTeddyLoidの2枚目のオリジナルアルバムである。
ソロ・ユニットTeddyLoidのセカンド・コラボレーション・アルバム。
「沈黙の惑星」をテーマとしたコンセプト・アルバムになっており、CDブックレットには小説『魔女の宅急便』等の挿絵を手掛ける佐竹美保を起用。

## 背景
2014年発売の1stアルバム「BLACK MOON RISING」はマスタリングまで含めて彼が1人で作り上げた作品だったが、
一転して今作は中田ヤスタカ（CAPSULE）、柴咲コウ、☆Taku Takahashi（m-flo）、池田智子（Shiggy Jr.）、HISASHI（GLAY）、KOHH、WRECKING CREW ORCHESTRA、JUN 4 SHOT（FIRE BALL）、N∀OKI、NOBUYA、KAZUOMI（以上3名ROTTENGRAFFTY）、近田春夫、tofubeats、小室哲哉、志磨遼平（ドレスコーズ）、佐々木彩夏（ももいろクローバーZ）という様々なジャンルのアーティストとのコラボレーションが実現。

## 制作
演奏、レコーディング、ミックス、マスタリングまで基本的に自身のプライベートスタジオにて行われた。

## ミュージック・ビデオ

### TeddyLoid 「SILENTPLANET」 Trailer
アルバムすべての楽曲をリアルタイム・ミックスしたトレーラーフィルム。。

## 楽曲について
TeddyLoidが最も影響を受けていると公言し、リスペクトしてやまない中田ヤスタカとの共作も。
「いろんなゲストを迎えるアルバムを作ることになって、まず一番にヤスタカさんにお願いしたんですけど、まさかこういう形で参加していただけるとは思わなかったしホントに光栄でした。別に泣ける曲じゃないのに、パラデータが届いたときにグッときて泣けてしまって（笑）。僕は誰よりもヤスタカさんのマニアだと思ってるんで、ヤスタカさんの音を生かしたかったんです。だからドラムのフィルとかシンセのアルペジオとか、送ってもらった音をできるだけそのまま使いたかった。」
。

## パッケージ
- 初回限定盤：2CD
- 通常盤：CD

初回限定盤（品番：KICS-93324）と通常盤（品番：KICS-3324）の2形態でリリースされた。初回限定盤はミュージック・ビデオを収録したボーナスディスクが付く。

## プロモーション
TeddyLoid、31日、ハロウィンの夜に渋谷の街頭ビジョンをジャック　
10月31日、24時。ニューアルバム『SILENT PLANET』を12月2日にリリースするTeddyLoidが、渋谷の街頭ビジョンを1時間まるごとジャック。

## 収録曲
1. Game Changers with 中田ヤスタカ（CAPSULE）

2. Searching For You feat. 柴咲コウ

3. All You Ever Need feat. ☆Taku Takahashi（m-flo）

4. Secret feat. 池田智子 from Shiggy Jr.

5. Last Teddy Boy feat. HISASHI from GLAY

6. Break’em all feat. KOHH

7. We Are All Aliens with WRECKING CREW ORCHESTRA

8. Lion Rebels feat. JUN 4 SHOT from FIRE BALL & N∀OKI, NOBUYA & KAZUOMI from ROTTENGRAFFTY

9. VIBRASKOOL feat. 近田春夫（Professor Drugstore a.k.a. President BPM）& tofubeats

10. Above The Cloud with 小室哲哉

11. はじらい Like A Girl feat. 志磨遼平 from the dresscodes

12. Grenade feat. 佐々木彩夏 from ももいろクローバーZ